# Oreas martiana
Oreas martiana là một loài Rêu trong họ Dicranaceae. Loài này được (Hoppe & Hornsch.) Brid. mô tả khoa học đầu tiên năm 1826.